# Missão Apoio Resoluto

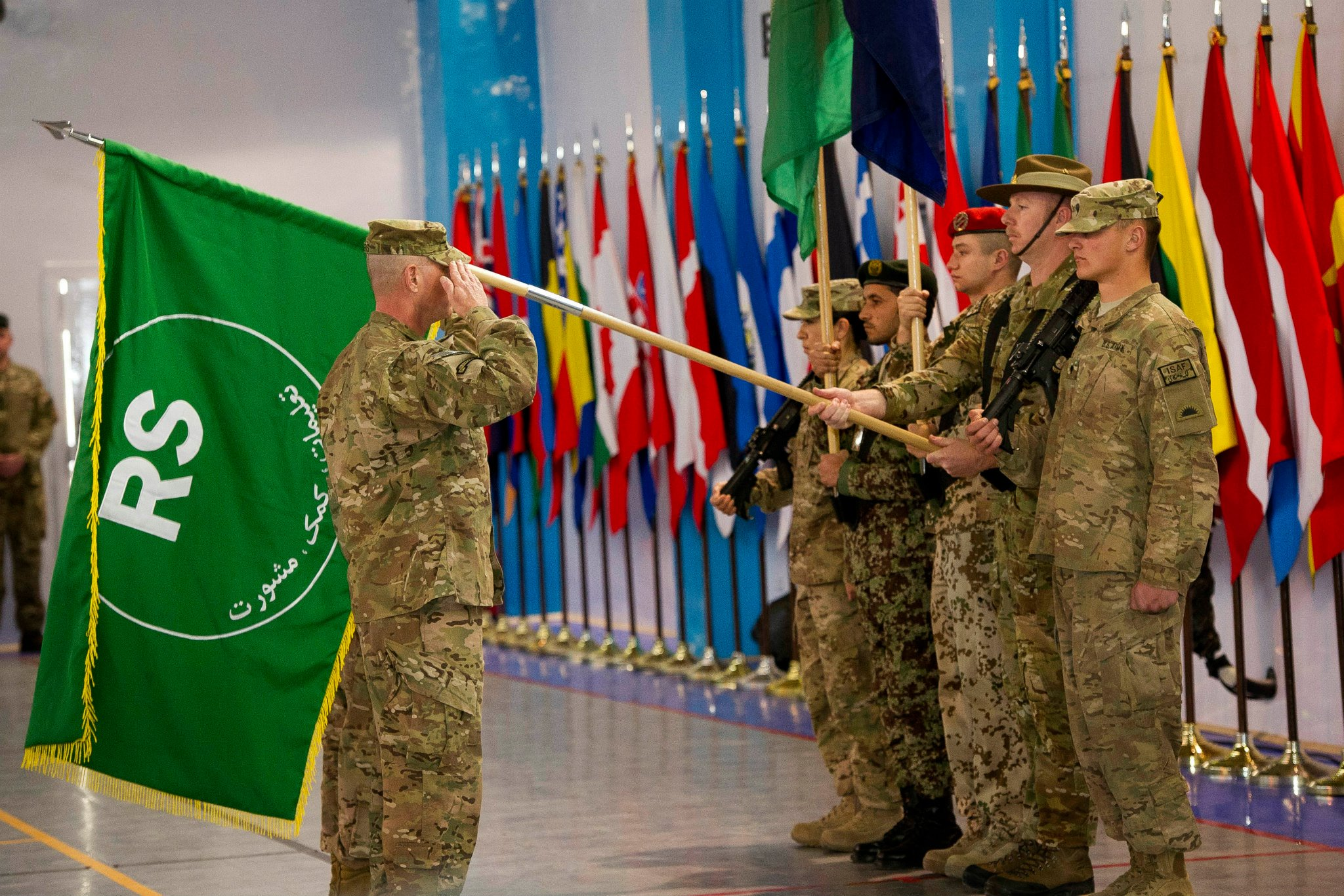
Cerimônia de Mudança de Missão da ISAF para a Apoio Resoluto, 28 de dezembro de 2014, em Cabul

Missão Apoio Resoluto, Missão Suporte Resoluto ou Missão Apoio Decidido foi uma missão multinacional conduzida pela OTAN para treinamento, assessoria e assistência as forças de segurança da República Islâmica do Afeganistão. Foi constituída por 16 910 soldados (incluindo 8 475 americanos, em 2018) e começou em 1 de Janeiro de 2015. Tratou-se de uma missão de sucessão à Força Internacional de Assistência à Segurança (ISAF), que foi concluída em 28 de dezembro de 2014.
Em agosto de 2021, com o fim da presença militar da OTAN no Afeganistão, a missão foi encerrada, sendo considerada um fracasso operacional.